# Screening
Screening je v lékařství vyšetřování předem definované skupiny lidí za účelem vyhledávání chorob v jejich časných stádiích, kdy pacient ještě nemá potíže a příznaky nebo jsou tyto příznaky spolehlivě identifikovatelné jen časově nebo finančně nákladným procesem.
Cílem screeningu je brzké rozeznání nemoci v naději, že se včasným zásahem a péčí podaří snížit úmrtnost a strádání. I když může screening vést k časnější diagnóze, ukazuje se, že ne pokaždé testy prospějí testované osobě. Nadměrná diagnóza, chybná diagnóza a vytváření falešného pocitu bezpečí jsou potenciální nežádoucí účinky screeningu.
Screening znamená proces třídění a má 3 odlišné významy:
1. vyšetření vybrané populace na určité látky nebo symptomy (př. ženy nad 40 mamografický screening)
2. individuální mnohočetné vyšetření za účelem identifikovat choroboplodní koncentraci nebo rozšíření nemoci či postižení (drogový screening)
3. předběžné vyšetření za účelem indikace pro plnohodnotnou diagnostiku (např. mentální nebo psychická postižení)

Benefit předběžného vyšetření spočívá především v tom, že:
- klientovi/pacientovi se snáze dostane časná terapeutická péče (především u předškolních dětí) - to má velký význam především v případě podezření na PAS, protože odborná diagnostika je špatně dostupná a někteří klienti čekají na vyšetření i déle než rok a tato doba může u dětí do 6 let zásadně rozhodnout o dalším vývoji postižení, je-li včasně podchycena.
- při provádění screeningového testu bývají kladeny menší nároky na administrátora - typicky ve školské poradenské péči jsou některé screeningové testy administrovány speciálním pedagogem nebo psychologem.